# Águas de Moura
Águas de Moura é uma localidade portuguesa pertencente à freguesia da Marateca, município de Palmela. Em 2011, segundo o Censo desse ano, tinha 758 habitantes.

## Sobreiro
Na localidade, entre as ruas Alberto Valente e Heróis do Ultramar, está o Sobreiro Monumental,[carece de fontes?] é um Sobreiro com 234 anos, 16 metros de altura e com um tronco que são precisas pelo menos cinco pessoas para conseguir abraçá-lo.
É considerado Monumento Nacional desde 1988, Interesse público e o Livro de Recordes do Guinness diz que é o maior e mais velho do mundo.
Em Março de 2018 recebeu o prémio de Árvore Europeia do Ano, atribuído pela Environmental Partnership Association.